# 巡航速度
巡航速度（じゅんこうそくど）とは、航空機や船舶、車両などの速度で、燃料の消費効率が最も良い状態で移動（巡航）できる値。通常時の移動に用いられる、経済速度。
交通機関の営業運転速度は巡航速度よりもやや高い場合が多い。速達性は競争相手となる交通機関に対しての差別化となるため、エネルギーを多少多く使ったとしても、経営的には正しい判断になることが多いためである。

## 各交通機関の巡航速度

### 航空
ジェット旅客機では、巡航速度は最大速度のやや下であることが多い。部分負荷時に燃料消費率が悪いエンジンの特性が関係している。
ジェット戦闘機では、巡航速度はマッハ1以下であることが多く、最高速度の半分以下であることがほとんどである。これはアフターバーナーなどで最高速度はマッハ2を超えることが多いためである。

### 自動車
自動車の場合、レシプロエンジンは最高出力よりもかなり下で最も燃料消費効率が良くなるため、最大速度に比べて巡航速度は大幅に低い。

### 自転車
ロードレーサーなどで長距離走行をするサイクリストの間で、基本とする走行速度として表現するが、「いかに少ないエネルギーでより遠くに移動するか」の概念が無視されており、誤用である。
自転車自体は突出してエネルギー消費効率の良い乗り物であり、厚労省の指針であるメッツを参考にした場合、時速20 km/h、40 km/h、60 km/hそれぞれで、同じ距離を移動した場合、計算上、エネルギー消費及び効率は同等である（ただし、空気抵抗の負荷が考慮されていない場合、速度が高いほど効率は落ちる）。また、無酸素運動に突入するような高い速度は休養が必要など持続走行が困難な為、現実的には有酸素運動の範囲内が、数時間、数日間に及ぶ走行にも耐えられる経済速度と言う事が出来る。